# Rudolf Noack
Rudolf Noack (30 de març de 1913 - 30 de juny de 1947) fou un futbolista alemany dels anys 1930.

## Trajectòria
Pel que fa a clubs, destacà al Hamburger SV on jugà gairebé una dècada. També jugà al First Vienna durant la II Guerra Mundial. Va jugar amb la selecció alemanya la Copa del Món de 1934 on marcà un gol enfront Txecoslovàquia a semifinals.